# Шурин
Шу́рин, розм. шуря́к (англ. brother-in-law) — термін свояцтва, брат дружини. Цей родич з'являється у чоловіка в результаті укладення шлюбу.
У значенні «брат дружини» в українській мові також вживається слово «швагер» («шваґор», «шваґро́»), але слід мати на увазі, що цей термін може означати не тільки «шурин», але й «брат чоловіка» (зазвичай «дівер»). Поширеним є вживання в цьому значенні і терміна «свояк», але він також є багатозначним: не тільки «брат дружини», але й «чоловік сестри дружини». «Свояками» зазвичай називають чоловіків рідних сестер (але дружини братів — «ятрівки» або «діверки»).

## Етимологія
Схожі терміни свояцтва існують в інших слов'янських мовах: д.-рус. шуринъ, (множина — шурята, збірне — шурья), церк.-слов. шуринъ, шурь, рос. шурин, болг. шурей, шурек, серб. шу̑ра, шу̀ра̑к, словен. šurják, пол. szurzy, які виводяться від прасл. *šurinъ, *šurъ. В інших індоєвропейських мовах співзвучних слів не виявлено, слов'янське «шурин» намагалися порівнювати зі слов'янським же «пращур», давньоіндійським syālás («шурин») або c̨vác̨uras («свекор»), грец. ἑκυρός («свекор»). Вихідною формою прийнято вважати пра-і.є. *si̯ēu̯r(io), виводячи його від праіндоєвропейського кореня *si̯ēu̯-: *si̯ū- («зв'язувати», «шити»), втім, ця етимологія не є загальновизнаною.
Слово «шваґер» походить (можливо, через посередництво пол. szwagier) від нім. Schwager (родич чоловічої статі зі сторони чоловіка або дружини) < сер.-в.-нім. і сер.-н.-нім. swager < дав.-в.-нім. swagur. Вважається спорідненим з прасл. *svekrъ, лат. socer («свекор»), які виводять від пра-і.є. swéḱuros («батько чоловіка», «свекор»). Менш ймовірне розглядання німецького слова як слов'янізму (svak < svojak).